# Вільшанський район (Сумська округа)
Вільшанський райо́н — колишній район Сумської округи.

## Історія
Утворений  7 березня 1923 року з центром в селі Ольшани у складі Сумської округи Харківської губернії з Вільшанської, Зеленківської, Товстянської, Тучнянської, Деркачівської і частини Недригайлівської волостей.
Ліквідований 15 вересня 1930 року, територія приєднана до Недригайлівського району.